# Ilja Tsjernoesov
Ilja Grigorjevitsj Tsjernoesov (Russisch: Илья Григорьевич Черноусов) (Novosibirsk, 7 augustus 1986) is een Russische langlaufer.

## Carrière
Bij zijn wereldbekerdebuut, in november 2006 in Gällivare, scoorde Tsjernoesov direct zijn eerste wereldbekerpunten. Tijdens de wereldkampioenschappen langlaufen 2007 in Sapporo eindigde de Rus als eenendertigste op de 30 kilometer achtervolging. In maart 2010 stond Tsjernoesov in Lahti voor de eerste maal in zijn carrière op het podium van een wereldbekerwedstrijd.
In februari 2011 boekte de Rus in Rybinsk zijn eerste wereldbekerzege. Op de wereldkampioenschappen langlaufen 2011 in Oslo veroverde Tsjernoesov de bronzen medaille op de 30 kilometer achtervolging.

## Privé
Tsjernoesov heeft een relatie met de Zwitserse biatlete Selina Gasparin.

## Resultaten

### Olympische Winterspelen
| Jaar | Plaats | Resultaten                              |
| ---- | ------ | --------------------------------------- |
| 2014 | Sotsji | 5e 30 km skiatlon · 50 km (vrije stijl) |

### Wereldkampioenschappen
| Jaar | Plaats  | Resultaten              |
| ---- | ------- | ----------------------- |
| 2007 | Sapporo | 31e 30 km achtervolging |
| 2011 | Oslo    | 30 km achtervolging     |

### Wereldbeker

#### Eindklasseringen
| Seizoen   | Algm | DI  | SP   | TdS |
| --------- | ---- | --- | ---- | --- |
| 2006/2007 | 66e  | 98e | -    | 18e |
| 2007/2008 | 88e  | 55e | -    | 42e |
| 2008/2009 | 124e | 74e | -    | -   |
| 2009/2010 | 29e  | 16e | 117e | 24e |
| 2010/2011 | 12e  | 9e  | 67e  | -   |
| 2011/2012 | 9e   | 6e  | 41e  | 10e |
| 2012/2013 | 6e   | 5e  | 30e  | 10e |
| 2013/2014 | 15e  | 18e | 49e  | 8e  |

#### Wereldbekerzeges
| Datum           | Plaats  | Onderdeel           |
| --------------- | ------- | ------------------- |
| 4 februari 2011 | Rybinsk | 20 km achtervolging |